# Tamika Mallory
Tamika Danielle Mallory (sinh ngày 4 tháng 9 năm 1980)  là một nhà hoạt động người Mỹ. Cô là một trong những nhà tổ chức hàng đầu của Tuần hành phụ nữ tháng 3 năm 2017, với cô và ba đồng chủ tịch khác đã được công nhận trong danh sách Time 100 năm đó. Mallory là người ủng hộ việc kiểm soát súng, nữ quyền và phong trào Black Lives Matter.
Vào năm 2018, Mallory đã thu hút những lời chỉ trích về việc cô tham dự một sự kiện cùng với lời khen ngợi trước đây dành cho nhà lãnh đạo Quốc gia Hồi giáo gây tranh cãi Louis Farrakhan, đã khiến mọi người kêu gọi cô từ chức vào tháng 3 năm 2019. Sau những cáo buộc chống chủ nghĩa bài Do Thái, Mallory rời khỏi tổ chức vào tháng 9 năm 2019, nhưng được báo cáo rằng, theo quy định của March March, Mallory chỉ đơn giản rời đi sau khi hết nhiệm kỳ, không phải vì những cáo buộc chống lại chủ nghĩa bài Do Thái.